# Uto Ughi

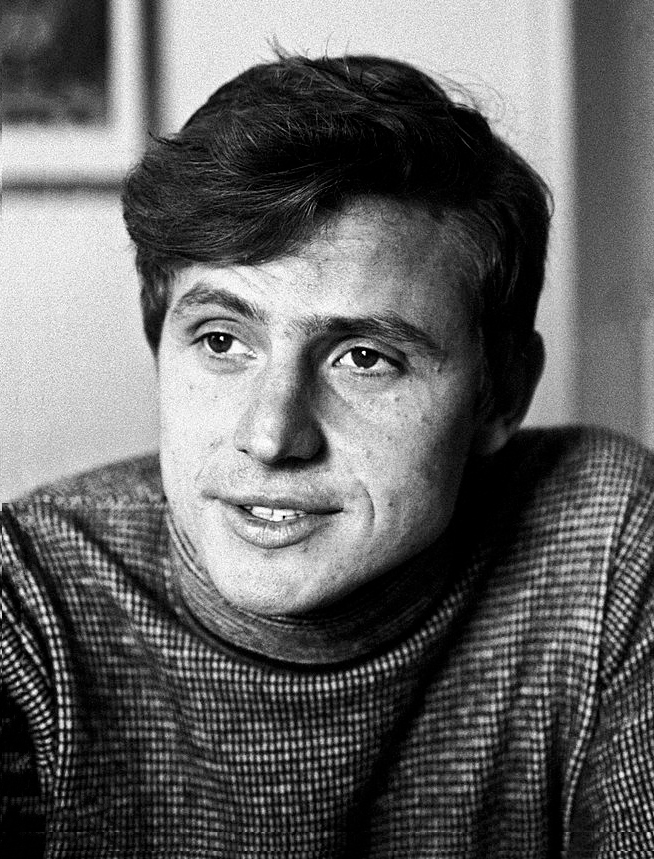
Uto Ughi en 1970

Uto Ughi (Busto Arsizio, provincia de Varese, 1944-) es un violinista italiano.

## Trayectoria
A la edad de siete años interpretó por primera vez en público la «Chaconna» de la Partita n.º 2 de Johann Sebastian Bach y algunos Capricci de Paganini. Estudió violín con George Enescu y Yehudi Menuhin. 
Ha tocado con las más prestigiosas orquestas: la Orquesta Sinfónica de Boston, la Orquesta de Filadelfia, la Orquesta Filarmónica de Nueva York, la Orquesta Sinfónica de Washington y muchas otras. Entre otros directores, ha colaborado con John Barbirolli, Bychkov, Sergiu Celibidache, André Cluytens, Chung, Ceccato, Colon, Davis, Rafael Frühbeck de Burgos, García Navarro, Gatti, Gergiev, Carlo Maria Giulini, Kondrashin, Jansons, Leitner, Lu Jia, Inbal, Lorin Maazel, Kurt Masur, Zubin Mehta, Kent Nagano, Penderecki, Georges Prêtre, Rostropovich, Sanderling, Sargent, Wolfgang Sawallisch, Giuseppe Sinopoli, Slatkin, Spivakov o Temirkanov.
Fundó el festival "Homenaje a Venecia" con el fin de recaudar fondos para la restauración de monumentos  históricos en Venecia. Después de esta experiencia, el festival "Homenaje a Roma" (desde 1999-2002), heredó el mismo cometido, apuntando a la promoción del gran patrimonio internacional musical; conciertos gratis para el público, desarrollo de los talentos jóvenes que estudian en conservatorios italianos. Estos ideales  están hoy vinculados al festival "Uto Ughi para Roma" del cual Uto Ughi es el creador, fundador y director artístico.
Recientemente el ministro de cultura lo ha nominado Presidente de la comisión para el estudio de una campaña de comunicación en favor de la promoción de la música clásica entre la gente joven.
Su actividad discográfica es intensa con BMG para la cual grabó: los Conciertos de Beethoven y Brahms con Sawallisch, el Concierto de Chajkovski con Kurt Sanderling, los Conciertos de Mendelssohn y Bruch con Prêtre, algunas Sonatas de Beethoven con Sawallisch al piano, los Conciertos completos de Mozart, Las Cuatro Estaciones de Vivaldi, tres Conciertos de Paganini en la edición inédita de director-solista, el Concierto de Dvořák con Leonard Slatkin y la Orquesta Filarmónica de Londres; Las Sonatas y Partitas de Bach para violín solo; Il Trillo del diavolo, un álbum en vivo de las más importantes piezas de virtuosismo para violín; el Concierto de Schumann dirigido por Sawallish con la Bayerischer Rundfunk; Conciertos de Vivaldi con la Filarmonici di Roma; la Sinfonía Española de Lalo con la Orquesta de la RAI de Turín y Rafael Frühbeck de Burgos.

## Violines
Ughi posee los violines siguientes :
- los Van Houten-Kreutzer (1701) y Sinsheimer-General Kyd-Perlman (1714) de Antonio Stradivari
- los Kortschak-Wurlitzer (1739), Ole Bull (1744) y Cariplo-Hennel-Rosé (1744) de Giuseppe Guarneri del Gesù.